# Parafia św. Wojciecha i św. Brata Alberta Chmielowskiego w Miechucinie
Parafia św. Wojciecha i św. Brata Alberta Chmielowskiego w Miechucinie – rzymskokatolicka parafia w Miechucinie. Należy do dekanatu sierakowickiego znajdującego się w diecezji pelplińskiej. Erygowana w 1981 roku. Jej proboszczem jest ks. Piotr Grabowski.

## Obszar parafii
Do parafii należą wsie: Cieszenie, Łączki, Miechucino, Reskowo.